# Fortaleza de Ajyad

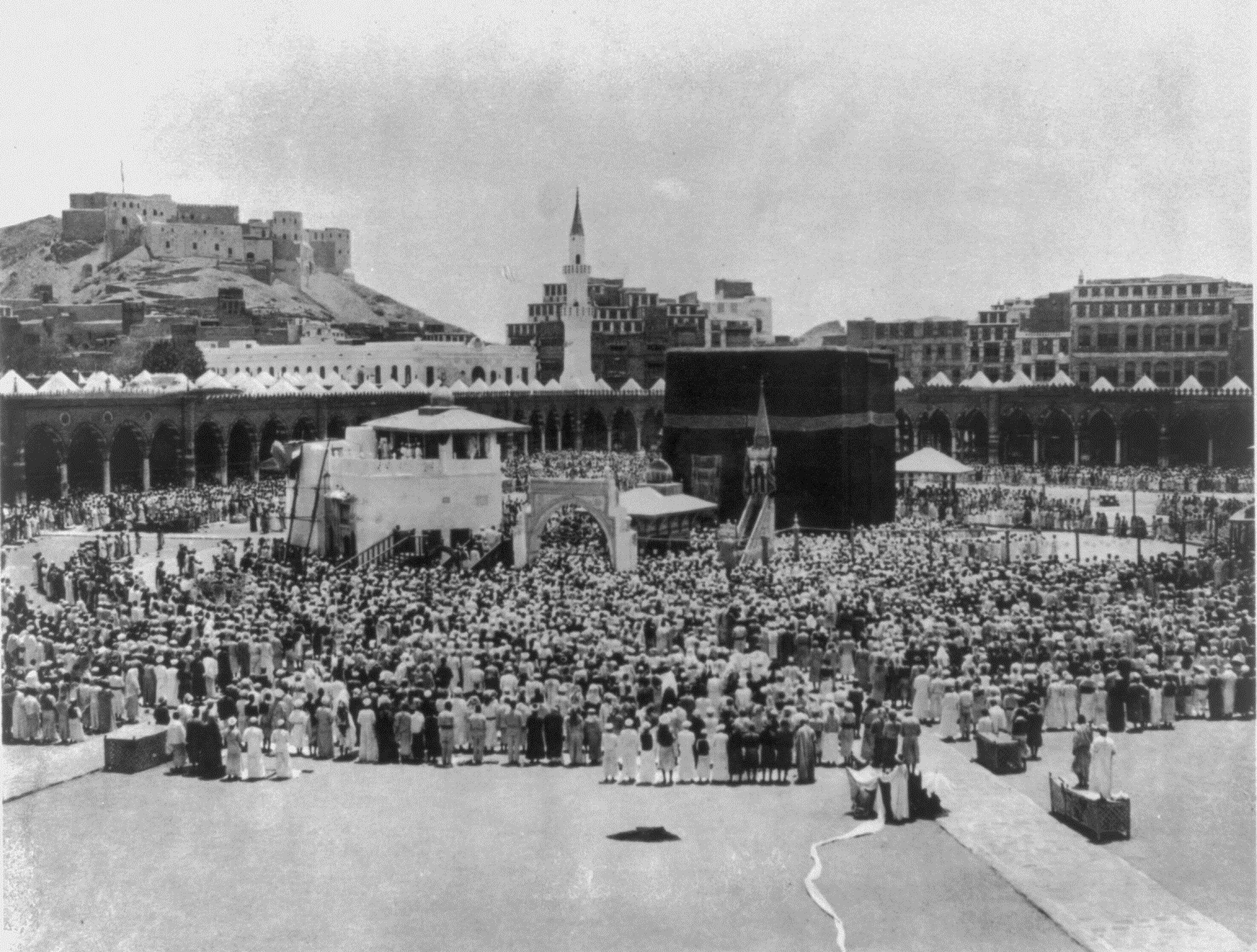
A Fortaleza de Ajyad, no canto superior esquerdo, diante da Caaba, em foto datada de 1889

A Fortaleza de Ajyad (em turco:  Ecyad Kalesi; em árabe: قلعة أجياد) foi uma cidadela otomana que ficava no topo de um morro com vista para a Grande Mesquita de Meca, no que é atualmente a Arábia Saudita. Construída no final do século XVIII foi demolida pelo governo desse país em 2002 para o desenvolvimento do complexo multiuso Abraj  Al Bait, gerando controvérsia internacional.

## História
A fortaleza foi construída em 1780 durante o período otomano com o objetivo de proteger a Caaba de Meca de criminosos e invasores. A fortaleza possuía área de aproximadamente 23 000 m2 (250 000 sq ft) no topo do morro de Bulbul (a esporão de Jebel - "morro" ou "monte" em árabe - Kuda) com vista à Grande Mesquita de Meca. Os turcos otomanos governaram um vasto império que ia do norte da África à Península Arábica, passando pelos Bálcãs, mas desintegrou-se no início do século XX, após a I Guerra Mundial quando a atual Turquia foi transformada em Estado secular.
No início de 2002, a fortaleza de Ajyad foi demolida e a maior parte do morro de Bulbul foi nivelada, de modo a limpar a área para o projeto de construção do Abraj Al Bait, orçado na época em 533 milhões de dólares.

## Reações
A destruição da estrutura histórica fomentou protestos internacionais, assim como dentro da Arábia Saudita. O ministro turco de Relações Exteriores, İsmail Cem İpekçi, assim como várias instituições, tentaram impedir a demolição. O deputado Ertuğrul Kumcuoğlu, do Partido da Esquerda Democrática chegou a propor um boicote a viagens à Arábia Saudita. O ministro turco da Cultura e Turismo condenou a destruição da fortaleza, comparando a ação à destruição dos Budas de Bamiyan e acusando o governo saudita de "continuar sua política de destruir as heranças otomanas."
A agência de notícias francesa Agence France-Presse (AFP) citou o ministro de Assuntos Islâmicos, Saleh bin Abdul-Aziz Al ash-Sheikh: "ninguém tem o direito de interferir no que vem sob a autoridade do Estado saudita". Em referência ao componente habitacional do plano, al-Sheikh adicionou que a região estava destinada a abrigar os peregrinos a Meca, e que isto "estava no interesse dos muçulmanos de todo o mundo".
Entretanto, a destruição deste e de outros patrimônios históricos criou mais controvérsia e críticas aos sauditas, ainda que tenham sido feitos planos de reconstruir a cidadela, conforme ordenado pelo rei Fahd em 2001:

O rei Fahd deu sua aprovação à dotação Abdul Aziz Endowment para a preparação do projeto que retirará o morro e a cidadela. O rei deu instruções de que o forte deve ser completamente preservado através de sua reconstrução", disse o ministro em uma declaração.